# مديرية ذي السفال

تعديل مصدري - تعديل

مديرية ذي السفال إحدى مديريات محافظة إب في وسط اليمن. بلغ عدد سكانها 163019 نسمة عام 2004.

## التقسيم الإداري

### المدن
يوجد في المديرية مدينتين ذي السفال ومدينة القاعدة.

### العزل
يبلغ عدد عزل مديرية ذي السفال 17 عزلة